# الشرطة العسكرية (تركيا)

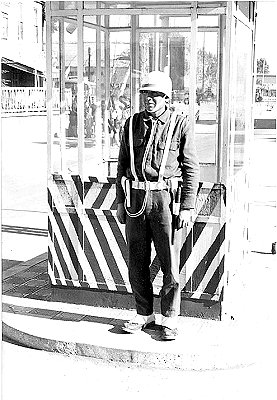
صور تظهر شرطي تركي من الشرطة العسكرية التركية

الشرطة العسكرية في تركيا (Askeri İnzibat) أو (AS. İZ) ، هي الشرطة العسكرية التابعة للقوات المسلحة التركية وتشكل قوة مكرسة صغيرة جدًا تتعامل مع الأمن العسكري والجرائم العسكرية. يقتصر نطاق اختصاصهم بشكل عام على القواعد العسكرية. بعض الواجبات الأخرى التي يؤدونها هي الحماية وتفاصيل الشخصيات المهمة المقدمة للقواعد أو القادة المهمين ومراقبة حركة المرور داخل القواعد. يمكن التعرف عليها باستخدام "AS. İZ. "، مطبوعة بأحرف كبيرة على الجزء الأمامي من خوذهم.